# Samuel Holmén
Samuel Holmén (Annelund, Suecia, 28 de junio de 1984) es un exfutbolista sueco que jugaba de centrocampista.

## Selección nacional
Fue internacional con la selección de fútbol de Suecia en 32 ocasiones y anotó 2 goles.

### Participaciones en Eurocopas
| Copa          | Sede            | Resultado    | Partidos | Goles |
| ------------- | --------------- | ------------ | -------- | ----- |
| Eurocopa 2012 | Polonia Ucrania | Primera fase | 1        | 0     |

## Clubes
| Club                             | País      | Año       |
| -------------------------------- | --------- | --------- |
| IF Elfsborg                      | Suecia    | 2002-2007 |
| Brøndby IF                       | Dinamarca | 2007-2010 |
| İstanbul Büyükşehir Belediyespor | Turquía   | 2010-2013 |
| Fenerbahçe S. K.                 | Turquía   | 2013-2016 |
| Bursaspor (cedido)               | Turquía   | 2014-2015 |
| Konyaspor (cedido)               | Turquía   | 2015-2016 |
| İstanbul Büyükşehir Belediyespor | Turquía   | 2016-2017 |
| IF Elfsborg                      | Suecia    | 2017-2021 |

## Palmarés

### Títulos nacionales
| Título               | Club             | País      | Año  |
| -------------------- | ---------------- | --------- | ---- |
| Copa de Suecia       | IF Elfsborg      | Suecia    | 2003 |
| Allsvenskan          | IF Elfsborg      | Suecia    | 2006 |
| Supercopa de Suecia  | IF Elfsborg      | Suecia    | 2007 |
| Copa de Dinamarca    | Brøndby IF       | Dinamarca | 2008 |
| Superliga de Turquía | Fenerbahçe S. K. | Turquía   | 2014 |